# Comuna Kustivți, Polonne
Kustivți (în ucraineană Кустівці) este o comună în raionul Polonne, regiunea Hmelnîțkîi, Ucraina, formată din satele Holubcea, Kustivți (reședința) și Moskalivka.

## Demografie
Componența lingvistică a comunei Kustivți
     Ucraineană (99,25%)
     Alte limbi (0,74%)
Conform recensământului din 2001, majoritatea populației comunei Kustivți era vorbitoare de ucraineană (99,25%), existând în minoritate și vorbitori de alte limbi.